# Burntisland
Cet article possède un paronyme, voir Burnt Islands.
Burntisland est une ville qui se trouve dans la banlieue d'Édimbourg et un ancien burgh royal du comté de Fife en Écosse. Selon le recensement de 2006, la population de la ville est de 6 269 habitants.

## Économie
Durant la Première Guerre mondiale, un chantier naval, le Burntisland Shipbuilding Company (en), s'y installe en 1918, il ferme en 1968
Une usine de British Aluminium est créée en 1917 pour produire de l'alumine de qualité fonderie, de l'oxyde d'aluminium, pour la transformation en aluminium. En 1972, l'usine est passée à la production de produits chimiques spéciaux, et en 1982, British Aluminium a été acquise par Alcan. En 2002, l'usine ferme lorsque Alcan s'est retirée de l'entreprise.
Fin 2003, l'usine de fabrication d'hydrates spéciaux et d'alumine, ainsi que la technologie associée, ont été vendues à une société russe, où les coûts de production d'hydrates et de main-d'œuvre permettaient une viabilité commerciale. L'équipement a été soigneusement démonté, marqué et transporté via les quais de Burntisland, d'abord à Saint-Pétersbourg, puis à Boksitogorsk. 
L'usine chimique de Bayer a été démantelée et vendue à la ferraille, tout comme tous les autres équipements restés sur le site, et les bâtiments ont été démolis.